# عزيز عزت باشا
عزيز عزت باشا (1869 - 1961): هو سياسي مصري، وأول سفير لمصر لدى المملكة المتحدة، ووزير الخارجية المصري منذ 1935 وحتى 1936، وعضو مجلس الوصاية على عرش الملك فاروق، وأول رئيس مصري للنادي الأهلي عام 1908.

## مولده ونشأته
ولد عزيز في القاهرة عام 1869، وكان أبوه عبد الله باشا عزت رئيسًا لمجلس الأحكام العسكرية في عهد الخديو إسماعيل، وجده محمود بك ناظرًا للحربية في عهد محمد علي باشا الكبير.
تعلم عزيز عزت اللغات التركية والفرنسية والإنجليزية، ثم التحق بكلية يسوع في كامبردج، حيث أتقن اللغة الإنجليزية، ثم التحق بمدرسة ويلدج الحربية، حيث تخرج لينضم إلى الجيش البريطاني ضابطًا بسلاح الطوبجية (المدفعية). بدأ عمله السياسي في محكمة إسماعيل باشا، ثم رُقي لمنصب نائب وزير الخارجية، وبعدها عُين أول سفير لمصر لدى المملكة المتحدة لمدة خمس سنوات.
ثم شغل منصب وزير الخارجية المصري عام 1935 لمدة سنة.

## تأسيس نادي الأهلي
عُين عزيز باشا كرئيس ثان لنادي الأهلي عام 1908 حتى عام 1914، وبعدها أصبح الرئيس الفخري للنادي منذ 1929 وحتى 1941.

## حياته الشخصية
تزوج عزيز باشا من بهية يكن عام 1892 أنجبا عائشة هانم التي تزوجت من الأمير محمد علي حسن باشا.